# Come si diventa nazisti. Storia di una piccola città 1930-1935

Distretto (Landkreis) di Northeim, Bassa Sassonia

Come si diventa nazisti. Storia di una piccola città 1930-1935 (The Nazi Seizure of Power. Experience of a Single German Town 1930-1935) è un saggio storiografico, pubblicato la prima volta nel 1965 dallo storico americano William Sheridan Allen (1932 - 2013), che ricostruisce la presa di potere da parte dei nazisti nella cittadina sassone di Northeim (nel testo chiamata col nome fittizio di "Thalburg"). Il libro, pionieristico nel suo genere, tratta nel dettaglio gli anni cruciali dell'ascesa del Partito Nazionalsocialista tedesco e del crollo delle istituzioni democratiche della Repubblica di Weimar da una prospettiva regionale. Le fonti su cui la ricerca si basa sono principalmente giornali, archivi locali e una serie di interviste ad alcuni testimoni ancora in vita.

## Contenuto
Sia nella prefazione, sia nelle conclusioni Allen si dice cosciente del fatto che la città in esame non sia perfettamente rappresentativa dell'intera Germania degli anni trenta, ma rivendica la profondità a cui si può spingere lo studio di un microcosmo con un minor numero di variabili e di personaggi attivi rispetto allo studio (più superficiale) di grandi numeri di persone e fatti che avvengono su scala nazionale. Il testo si interroga sui modi e le cause che spinsero tanti tedeschi a consegnare ad Adolf Hitler il potere; visti i "molti pettegolezzi" che caratterizzano tutte le piccole città, l'autore premette di aver potuto raccogliere tanto materiale garantendo ad autorità cittadine e intervistati/e l'anonimato, e di aver perciò utilizzato nomi falsi.

## Sezioni

### "La morte della democrazia" (gennaio 1930- gennaio 1933)
Il libro è diviso esattamente in due: la prima parte descrive la vita nei mesi dell'ascesa nazista, la seconda si concentra sull'installarsi del regime nel tessuto sociale. La premessa offre un'analisi demografica e sociale della città in esame: il piccolo borgo era passato da 4.700 abitanti nel 1871 a 10.000 nel 1930, di cui l'86% erano luterani. Il tessuto produttivo era caratterizzato da una scarsità di presenza industriale e da un prevalere di impiego pubblico (legato soprattutto alla ferrovia ed agli uffici della contea) e commercio al dettaglio. La classe operaia costituiva oltre un terzo della popolazione adulta e qui come nel resto della Germania di Weimar formava "una comunità definita, quasi una sottocultura", dotata di club, organizzazioni sociali, un partito di riferimento (la SPD, il partito socialdemocratico tedesco) ed anche un corpo paramilitare per la difesa della Repubblica, il Reichsbanner. Abbondavano i club e, comuni in quei tempi e luoghi, le organizzazioni militaristiche e nazionalistiche (inclusi i piccoli e piccolissimi partiti politici), particolarmente forti e radicate nelle classi medie cittadine. Quasi in ogni sfera della vita sociale e delle attività economiche vi erano dunque divisioni di classe che furono esasperate dalla crisi economica che si abbatté sulla Germania dal 1929 in poi. Del resto, anche nella piccola Northeim/Thalburg disordini tra il gruppo di estrema destra "Jungerdeutscher Orden" e socialisti si erano già verificati nel 1922, a seguito dell'uccisione per mano di terroristi di destra del ministro degli esteri Walter Rathenau.
Gli effetti della Grande Depressione colpirono concretamente più gli operai dei piccoli e medi borghesi, ma la disoccupazione e il peggiorare dell'economia generarono paure ed ansie soprattutto presso queste ultime categorie, base elettorale di riferimento dei nazisti. A Thalburg, il primo membro della sezione locale del NSDAP fu il proprietario della libreria nella via principale, un docente "cortese e rispettato" dalla comunità. Ma fu la strategia della propaganda incessante e la perenne occupazione dello spazio pubblico da parte delle camicie brune naziste a dare l'impressione di "vigore, entusiasmo e giovinezza" ai thalburghesi, che vedevano un comizio con la svastica ed una ben organizzata parata in stile militare quasi settimanalmente. Il violento antimarxismo e gli aggressivi proclami nazionalisti dei nazisti si contrapponeva al saldo ritualismo dei socialisti, che mirava - secondo una strategia rodata da decenni di campagne elettorali - a unire la classe operaia con grandi manifestazioni e riunioni per dare un senso di ordine e solidità. Fin dal giugno 1930, nel Consiglio comunale la SPD fece votare uno stanziamento di fondi per la costruzione di varie opere pubbliche a contrasto della disoccupazione. Durante le elezioni del 1928 i socialisti a Thalburg avevano preso circa il 47% dei voti e i nazisti appena un centinaio (2,3%); il 14 settembre 1930 i nazisti raccolsero oltre 1700 voti, il 28%, un aumento di quattordici volte in appena due anni, mentre i socialisti rimasero stabili. I nuovi voti dei nazisti vennero infatti sottratti ai numerosi partitini di destra. Nel mese successivo al successo elettorale, i nazisti tennero tante manifestazioni pubbliche quante in quello precedente, secondo una strategia di propaganda ininterrotta che favorì di molto il radicalizzarsi del clima politico del piccolo centro. La città era anche interessata dall'angosciante spettacolo del continuo convergere di migliaia di disoccupati provenienti dalla contea verso l'ufficio di collocamento del distretto. Queste file di uomini in cerca di lavoro suscitarono nei thalburghesi "sospetto e disgusto, più che compassione". Le risse e gli scontri (effettivi o sfiorati) tra SA e i socialisti del Reichsbanner si fecero frequenti e plateali, e crebbero proporzionalmente all'aumentare dei raduni politici e delle campagne elettorali. Il testo riporta il clima di polarizzazione politica anche descrivendo minuziosamente gli insulti e le accuse che si lanciavano i giornali di partito locali.
L'autore sottolinea spesso i due principali limiti della SPD di Thalburg/Northeim nel contrastare efficacemente il nazismo. Il primo fu il non essere in grado di stringere un'alleanza in difesa della democrazia parlamentare con le classi medie. Queste ultime vedevano nel partito socialista, e non solo per via della contemporanea propaganda di estrema destra, una forza pericolosamente marxista e rivoluzionaria, benché alla prova dei fatti questo fosse falso. Infatti la difesa in senso moderato dello status quo abbracciata dalla SPD fu chiara, ad esempio, nella campagna elettorale per il referendum (poi perso) del 9 agosto 1931. Esso fu promosso dai nazisti per sciogliere il parlamento della Prussia, che nel sistema federativo repubblicano era il più grande stato della Germania ed era retto da socialisti e cattolici di centro (CDU). In questa occasione popolari di destra, nazionalisti e comunisti (che in città erano quasi inesistenti) fecero fronte comune insieme ai nazisti contro i socialisti. Il clima in quei giorni era teso, in città aumentarono le aggressioni politiche ed il Reichsbanner era pronto a mobilitarsi contro un eventuale colpo di Stato nazista. Proprio nell'incapacità socialista di vedere nei nazisti nient'altro che una minaccia di tipo militare, un gruppo di golpisti, Allen individua il secondo limite della sinistra tedesca. Essa non seppe "strappare di mano ai nazisti il vessillo del radicalismo" né offrire un'alternativa ai mali che il programma degli avversari prospettava. Infatti, quando nel luglio 1932 l'autoritario cancelliere Von Papen depose con un colpo di mano il ministero CDU-SPD che reggeva lo Staat di Prussia, i socialisti non combatterono, ma preferirono portare la cosa in tribunale. Nel frattempo i nazisti non abbassarono mai l'intensità della propaganda, adattandola abilmente all'uditorio ed alle esigenze del momento. In una città come Thalburg in cui l'antisemitismo era scarso ma il sentimento religioso molto sentito, fecero molti più riferimenti a quest'ultimo. Attirando le masse angosciate in grandi convegni, ne incanalavano l'odio verso un amorfo nemico che era incarnato da figure ogni volta diverse (il socialista, l'ebreo, il senza-dio, il generico sistema fatto risalire al trattato di Versailles). In breve, il NSDAP riuscì a "significare una cosa diversa per ognuno".
Nel momento peggiore della crisi economica (benché questa ebbe effetti limitati in città, come le buone disponibilità di liquidità delle banche locali mostrano) si tennero le elezioni per il presidente della Repubblica. L'anziano maresciallo Hindenburg fu rieletto con l'appoggio dei socialisti e dei cattolici, ma nella primavera del 1932 i nazisti avevano ottenuto il 37% sul piano nazionale, mentre a Thalburg Hitler (candidato presidente) aveva battuto il rivale di 400 voti. Nel mese di luglio in città si verificarono scontri violenti tra Reichsbanner e SA, e tra manifestanti che chiedevano l'aumento dei sussidi di disoccupazione e polizia. Allen sottolinea come tre anni di violenze avessero "riempito la città di amarezza" ed assuefatto anche gli amanti dell'ordine ad "attendere una soluzione violenta delle loro divergenze politiche", spianando così la strada all'uso metodico della violenza messo in atto da Hitler dopo la presa del potere. Quando egli venne nominato cancelliere da Hindenburg, l'ultimo giorno di gennaio del 1933, i nazisti di Thalburg avevano perso la vitalità dei mesi precedenti, e benché avessero ormai conquistati la maggioranza assoluta dei voti dei thalburghesi (oltre 4200, quasi il 70%, alle elezioni per il Reichstag del novembre 1932) attendevano di essere investiti ufficialmente del potere.

### "Introduzione alla dittatura" (gennaio 1933 - gennaio 1935)
Quando ciò avvenne, la repressione si abbatté rapida ed efficace sulle resistenze locali. L'ultima manifestazione del Reichsbanner della città avvenne il 19 febbraio, e fu deviata dalla polizia nel giardino di una birreria, mentre le SA percorrevano liberamente la città. I primi sei mesi del Terzo Reich furono segnati dall'opera di "montatura dell'entusiasmo" che doveva far sentire i cittadini parte dei nuovi tempi rivoluzionari e giustificare le varie componenti -spesso brutali- di repressione che li accompagnavano. Le ultime elezioni per il Reichstag, il 12 marzo 1933, provano che la popolarità dei nazisti non fosse in aumento e che la SPD non aveva perso la sua base. Ma fu l'ultima libera verifica elettorale per 12 anni; nell'arco di pochi mesi i nazisti epurarono (con accuse indirette e pretestuose) l'amministrazione cittadina da ogni oppositore reale o potenziale, e il capo del gruppo locale nazista (nel testo chiamato Kurt Aergeyz) subentrò al sindaco conservatore Johns, allontanato fraudolentemente. Molte case di oppositori vennero "perquisite più volte e numerose persone furono arrestate; e lo si fece pubblicamente, per aumentare l'effetto deterrente", mentre le prime immagini del nuovo campo di prigionia di Dachau circolavano sui giornali. La stampa fu messa sotto controllo, e quanti avevano giurato resistenza alla marea nera attesero invano ordini da Berlino per coordinare la lotta. Secondo l'autore essi non vennero mai perché non ci fu mai una secca rottura rivoluzionaria, ma piuttosto, "una serie di azioni quasi legali, lungo un periodo di almeno sei mesi, la cui somma trasformò la Germania da una Repubblica a una dittatura". Secondo le parole di Konrad Heiden, questo "coup d'etat a rate" fece sì che in nessun momento il Reichsbanner agisse in modo deciso. Analizzando cinque storie di oppositori antinazisti, Allen descrive la formula con cui vennero colpiti gli oppositori: "un mix di povertà, terrore, cavilli burocratici e isolamento sociale". Specialmente il boicottaggio sul piano economico si rivelò una misura efficace per soffocare sul nascere ogni reazione. Nel clima di sospetto e paura creatosi (era opinione generale che la Gestapo fosse ovunque, benché in città ci fosse probabilmente un solo agente), lo scioglimento della SPD e delle sue organizzazioni fu una semplice formalità.
La comunità venne subito investita da imponenti manifestazioni di massa e da un'incessante propaganda la cui direzione era in mano allo NSDAP, ma i cui elementi militaristi e nazionalisti erano già diffusi in città. La trasformazione della vita sociale e la rivitalizzazione economica furono due iniziative cruciali che il regime condusse contemporaneamente. Per quanto riguarda la prima, il capitolo "Disgregazione della società" mette bene in rilievo l'imponente opera di scardinamento del ricco e vitale associativismo cittadino e la sua rapida sostituzione con organizzazioni di stampo nazista, che sostituissero il pluralismo e le divisioni di classe precedenti con "l'unità del Volk tedesco". Sindacati, associazioni di mestiere, club sportivi, istituti educativi pubblici e privati furono riplasmati e inquadrati (il delicato eufemismo era "Gleichschaltung", "coordinati") fino a lasciare ai singoli individui solo la scelta tra "solitudine o relazioni di massa tramite qualche organizzazione nazista". L'esclusione sistematica dalla vita sociale di individui appartenenti a determinate categorie fu centrale nel sistema di potere nazista. A Thalburgh il partito ne diede una prima, chiara dimostrazione quando esortò la cittadinanza al boicottaggio delle attività economiche gestite da alcuni dei pochi (e ben integrati) ebrei. Era solo l'aprile 1933; analizzando la Shoah e i ghetti di internamento nazisti (ancora di là da venire), Richard Grunberger scrisse:
Tuttavia, sulla diffusione dell'antisemitismo dei tedeschi ed il rapporto tra le radici storiche dell'odio antisemita ed il consenso di cui il nazismo godette nella presa di potere, l'autore ha una posizione niente affatto meccanica o semplicistica. Nella riedizione del libro del 1984, Allen specifica che molti individui furono "attratti dall'antisemitismo perché erano attratti dal nazismo, e non viceversa." Ciò che si iniziò a scavare fin da quelle prime campagne di esclusione era un solco di "apatia" e indifferenza tra la popolazione tedesca e la sorte degli ebrei.
Sfruttando sia la complessiva ripresa dell'economia nazionale che lo sblocco dei fondi stanziati dal governo precedente, e lanciando una campagna di opere pubbliche, i nazisti poterono vantarsi di aver sconfitto la depressione economica e dato impulso al turismo. Nei mesi successivi l'entusiasmo per le iniziative naziste andò via via diminuendo e si tramutò in un rituale privo di spontaneità, cui non c'era comunque modo di sottrarsi, come ricordava costantemente ai reticenti l'apparato del terrore messo in piedi. Le uniche forme di resistenza nascosta al dispotico e corrotto capopartito Aergeyz vennero dall'interno dello NSDAP stesso, nella forma di rimostranze rivolte ai superiori, ma gli "idealisti" che le sollevarono vennero ignorati o rimossi. Fu solo con lo stabilirsi di un battaglione dell'esercito in città, nel 1934, che la cittadinanza ebbe a disposizione un ambiente non del tutto permeato dal nazismo. Quando Aergeyz applicò con particolare violenza la campagna nazista contro la religione, a partire dal 1935, molti cittadini (sentitamente luterani) frequentarono ostentatamente la chiesa insieme ad ufficiali della Wehrmacht.
Tirando le conclusioni, Allen richiama l'abilità nazista nello sfruttare le paure della classe media per conquistarsene l'obbedienza, il ruolo fondamentale che il patriottismo preesistente giocò nell'ascesa dell'ultranazionalismo, l'efficace "disgregazione della società" tramite il "coordinamento". Del resto la natura stessa della città influenzò il manifestarsi del regime a Northeim: in un piccolo centro in cui tutti si conoscevano, le violenze furono relativamente contenute e nessuno venne mandato in un lager o ucciso nei primi mesi dello stabilirsi del nazismo. Perfino la morbosa ostilità della borghesia nei confronti dei socialisti si indirizzava "contro la SPD in astratto piuttosto che contro i suoi membri in carne ed ossa". L'autore sottolinea inoltre come nessun gruppo sociale avesse previsto davvero le conseguenze ultime dell'ascesa nazista (la guerra, lo sterminio, il terrore), nemmeno quella classe media che allora votava con travolgente maggioranza per il Terzo Reich. In ultima analisi quello nazista fu "prima di tutto un problema di percezione", e in quanto tale sarebbe un'esperienza potenzialmente replicabile altrove.

## Ricezione
Il libro ha goduto di una larga diffusione per svariati decenni, specie negli Stati Uniti e soprattutto a fini didattici, come l'autore sottolinea con orgoglio. A partire dagli anni Settanta le ricerche sulla storia locale, anche di grandi fenomeni nazionali o internazionali come i fascismi, sono andate moltiplicandosi.
Il famoso storico George Mosse, quando recensì il libro, evidenziò gli inevitabili rischi del fare affidamento ad un insieme relativamente ristretto di testimonianze orali senza avere tutte le relative prove documentarie rintracciabili in archivio. Per Mosse questo andava inteso come uno stimolo al moltiplicare le ricerche locali sul nazismo, allora quasi assenti ma di cruciale importanza per comprendere quegli anni. Ernst Borinski ha sottolineato quanto fruttuose siano le indicazioni di Allen circa fenomeni sociologici quali la percezione collettiva di una rivoluzione politica in corso ed il grado di internalizzazione degli schemi dittatoriali nei pattern comportamentali di una società. All'autore sono anche state rivolte accuse di "blando descrittivismo", di essere stato in fondo banale nelle sue interpretazioni. Un anonimo recensore ha, come tutti, applaudito la qualità della ricerca svolta, ma anche messo in luce la mancanza di spiegazioni circa la "crudele efficacia" che i nazisti (individui descritti come violenti e corrotti) dimostrarono al potere.
Nel 2008 lo Spiegel ha discusso questo testo intervistando la 93enne Gertrude Schulze-Ballin, figlia ancora in vita di un mercante ebreo di Northeim sopravvissuto allo sterminio. Nell'intervista ha ricordato le terribili forme di discriminazione cui è stata vittima la sua famiglia per mano della comunità in cui prima era integrata, e che l'uomo che arrestò suo padre durante la Notte dei Cristalli nel 1938: "veniva abitualmente a prendere il caffè da noi la domenica...". Nello stesso articolo l'ex membro del Reichsbanner Ernst Fahlbusch, 96 anni, ha ricordato l'ultima manifestazione dei socialdemocratici della città. Quando la parata socialista del 19 febbraio 1933 fu deviata dalla polizia in un cortile chiuso, Falhbusch "capì che avevamo perso".

## Edizioni
- (EN) William Sheridan Allen, The Nazi Seizure of Power: The Experience of a Single German Town, 1930-1935, Chicago, Quadrangle books, 1965.
- (EN) William Sheridan Allen, The Nazi Seizure of Power: The Experience of a Single German Town, 1922-1945, 2ª ed., Echo Point Books & Media, 1984  [1965], ISBN 9781626548725.

### In italiano
- William Sheridan Allen, Come si diventa nazisti. Storia di una piccola città 1930-1935, Torino, Einaudi, 1968, SBN MIL0140716.
- William Sheridan Allen, Come si diventa nazisti, traduzione di Luciana Pecchioli, prefazione di Luciano Gallino, Einaudi, 2014, ISBN 9788806224158.